# Carl Fredrik Plåt
Carl Fredrik Plåt, född 11 mars 1711 i Bjuvs församling, död 28 december 1805, var en svensk borgmästare, riksdagsledamot och politiker.

## Biografi
Carl Fredrik Plåt föddes 1711 i Bjuvs församling. Han var son till slottsbokhållaren och korpralen Peter Plåt och Anna Maria Jochumsdotter. Plåt blev 1729 student vid Lunds universitet och 1768 postmästare i Sölvesborgs stad. Han arbetade även som borgmästare i Sölvesborg och fick titeln assessor 1787. Plåt avled 1805.
Plåt var riksdagsledamot för borgarståndet i Sölvesborg vid riksdagen 1760–1762 och riksdagen 1765–1766.
Plåt gifte sig med Kristina Horster.